# カルメット郡 (ウィスコンシン州)
カルメット郡（英: Calumet County）は、アメリカ合衆国ウィスコンシン州の東部に位置する郡である。2010年国勢調査での人口は48,971人であり、2000年の40,631人から20.5％増加した。郡庁所在地はチルトン市（人口3,933人）であり、同郡で人口最大の都市でもあるが、隣接するアウタガミ郡に大半があり、人口7万人を超えるアップルトン市が郡内に一部入っている。

## 歴史
「カルメット」という名前は、ウィネベーゴ湖東岸のインディアンが会議に用いた儀式用煙管を指す言葉から採用された。
1830年代、アメリカ合衆国政府がニューヨーク州とニューイングランドのインディアンをカルメット郡南西部に移住させた。その中にはブラザータウン族、オナイダ族、ストックブリッジ・マンセー族がいた。ブラザータウン族とストックブリッジ族はアメリカ独立戦争の後でニューヨーク州に移住させられており、2回目の移住となった。居留地を共有するオナイダ族はニューイングランドの植民地化時代に移住させられており、また戦争や疫病の影響も受けていた。3部族のそれぞれがアメリカ合衆国政府からウィスコンシン州の居留地を認められた。
郡南部にあるホリーランド・リージョンの初期ヨーロッパ系住人の多くは、1840年代にドイツのシュレースヴィヒ・ホルシュタイン地方から移民してきた者達だった。
カルメット郡は1850年の州法によって、1850年2月5日に公式に設立された。

## 地理
アメリカ合衆国国勢調査局に拠れば、郡域全面積は397平方マイル (1,028.2 km2)であり、このうち陸地320平方マイル (828.8 km2)、水域は77平方マイル (199.4 km2)で水域率は19.44％である。郡西部郡境の大半はウィネベーゴ湖となっている。ナイアガラ断層が西側郡境の東数マイルを南北に走っている。地形は氷河作用の影響を大きく受けた。

### 主要高規格道路

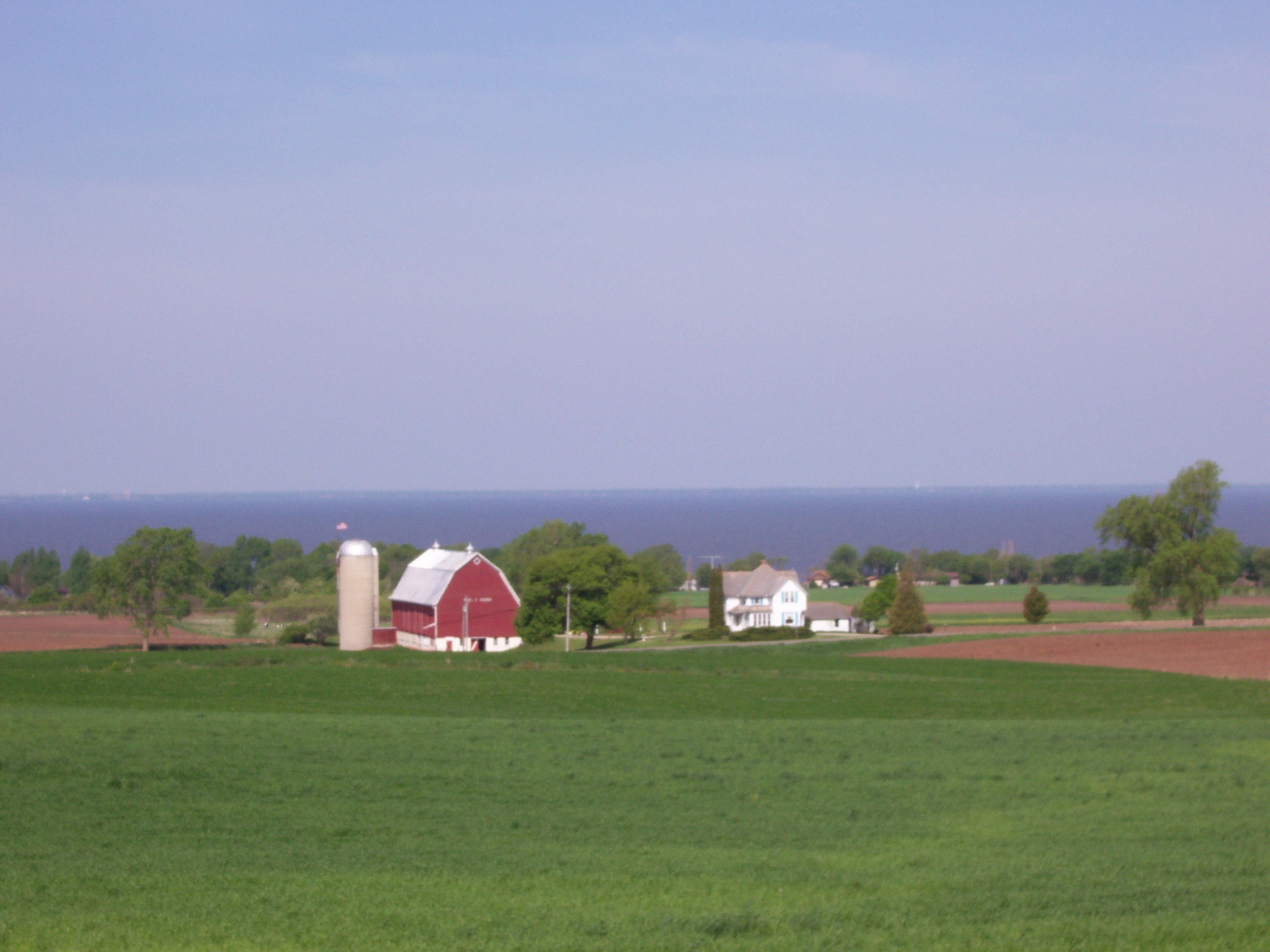
ウィネベーゴ湖を望む農園

- アメリカ国道10号線
- アメリカ国道151号線
- ウィスコンシン州道32号線
- ウィスコンシン州道55号線
- ウィスコンシン州道57号線
- ウィスコンシン州道114号線
- ウィスコンシン州道441号線

### 隣接する郡
- ブラウン郡 - 北東
- マニトワック郡 - 東
- シボイガン郡 - 南東
- フォンデュラク郡 - 南西
- ウィネベーゴ郡 - 西
- アウタガミ郡 - 北西

## 人口動態

2000人口ピラミッド

以下は2000年国勢調査による人口統計データである。
| 基礎データ - 人口: 40,631人 - 世帯数: 14,910 世帯 - 家族数: 11,167 家族 - 人口密度: 49人/km2（127人/mi2） - 住居数: 15,758軒 - 住居密度: 19軒/km2（49軒/mi2） 人種別人口構成 - 白人: 96.68% - アフリカン・アメリカン: 0.31% - ネイティブ・アメリカン: 0.34% - アジア人: 1.55% - 太平洋諸島系: 0.01% - その他の人種: 0.38% - 混血: 0.74% - ヒスパニック・ラテン系: 1.07% 先祖による構成 - ドイツ系：63.4％ 言語による構成 - 英語：96.0％ - スペイン語：1.7％ - ドイツ語：1.2％ | 年齢別人口構成 - 18歳未満: 28.6% - 18-24歳: 7.2% - 25-44歳: 32.0% - 45-64歳: 21.4% - 65歳以上: 10.8% - 年齢の中央値: 32歳 - 性比（女性100人あたり男性の人口） - 総人口: 100.0 - 18歳以上: 99.0 世帯と家族（対世帯数） - 18歳未満の子供がいる: 38.5% - 結婚・同居している夫婦: 65.0% - 未婚・離婚・死別女性が世帯主: 6.5% - 非家族世帯: 25.1% - 単身世帯: 20.4% - 65歳以上の老人1人暮らし: 7.5% - 平均構成人数 - 世帯: 2.70人 - 家族: 3.15人 |

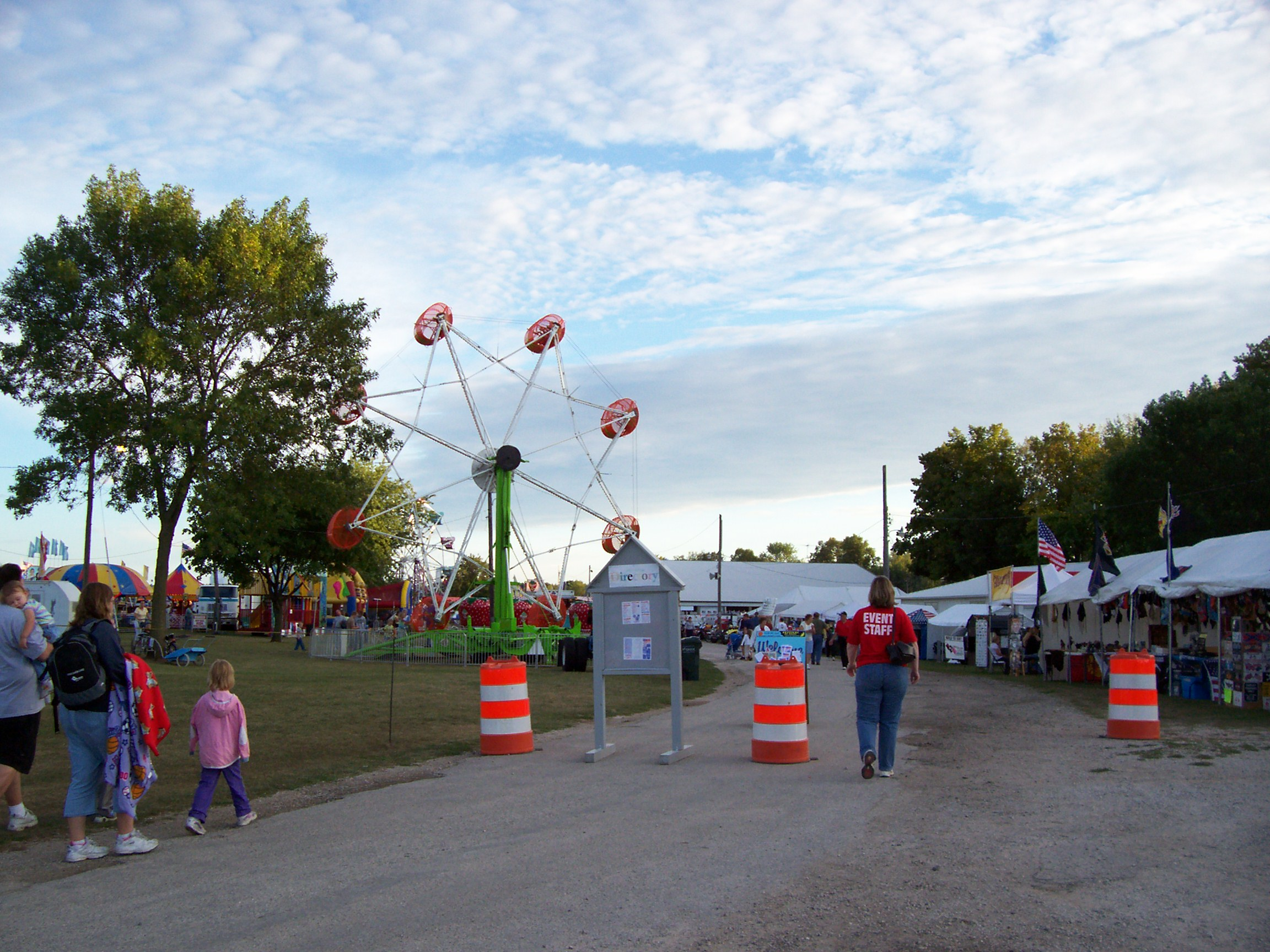
2006年の郡祭
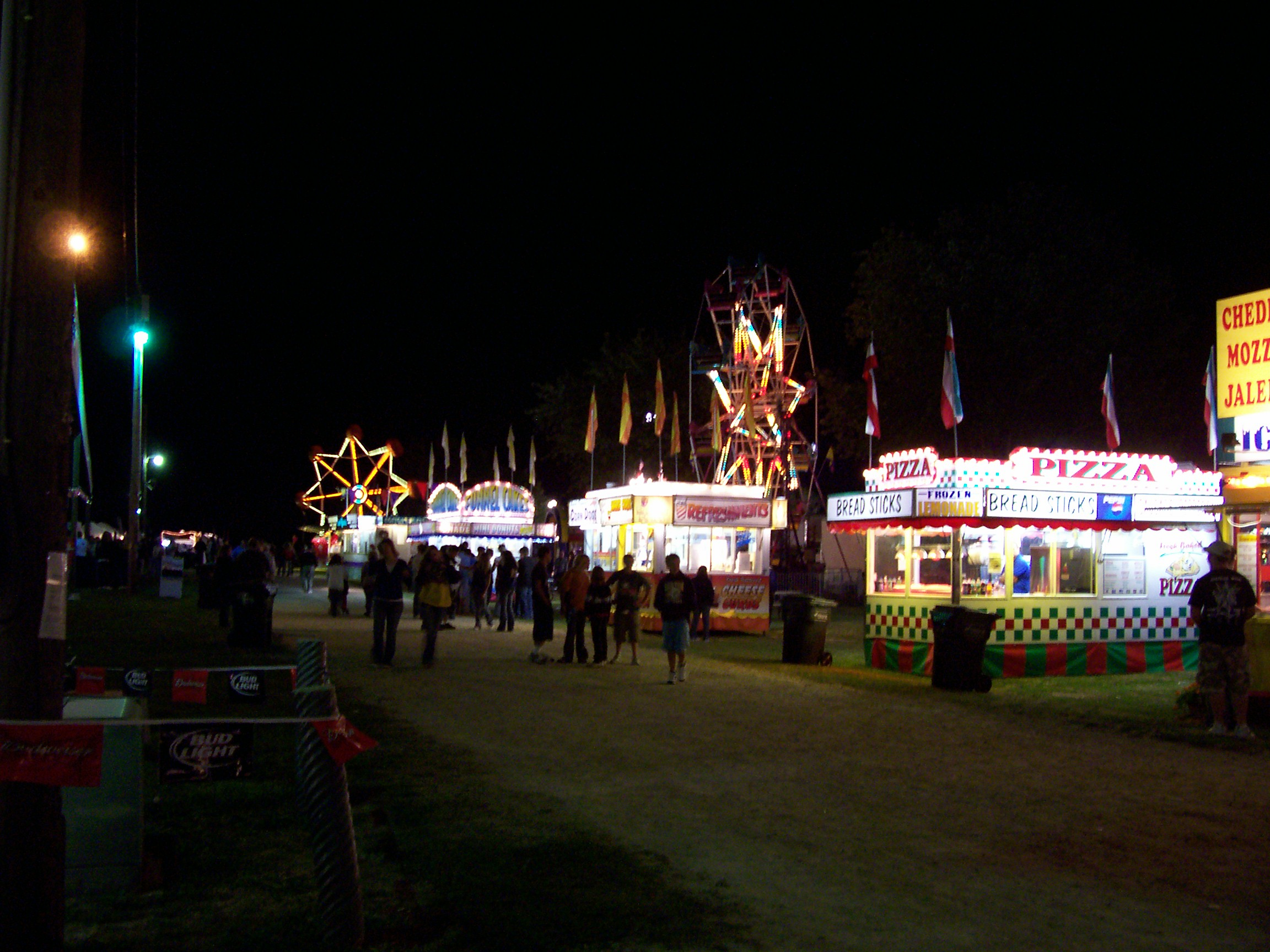
2006年の郡祭、夜の部
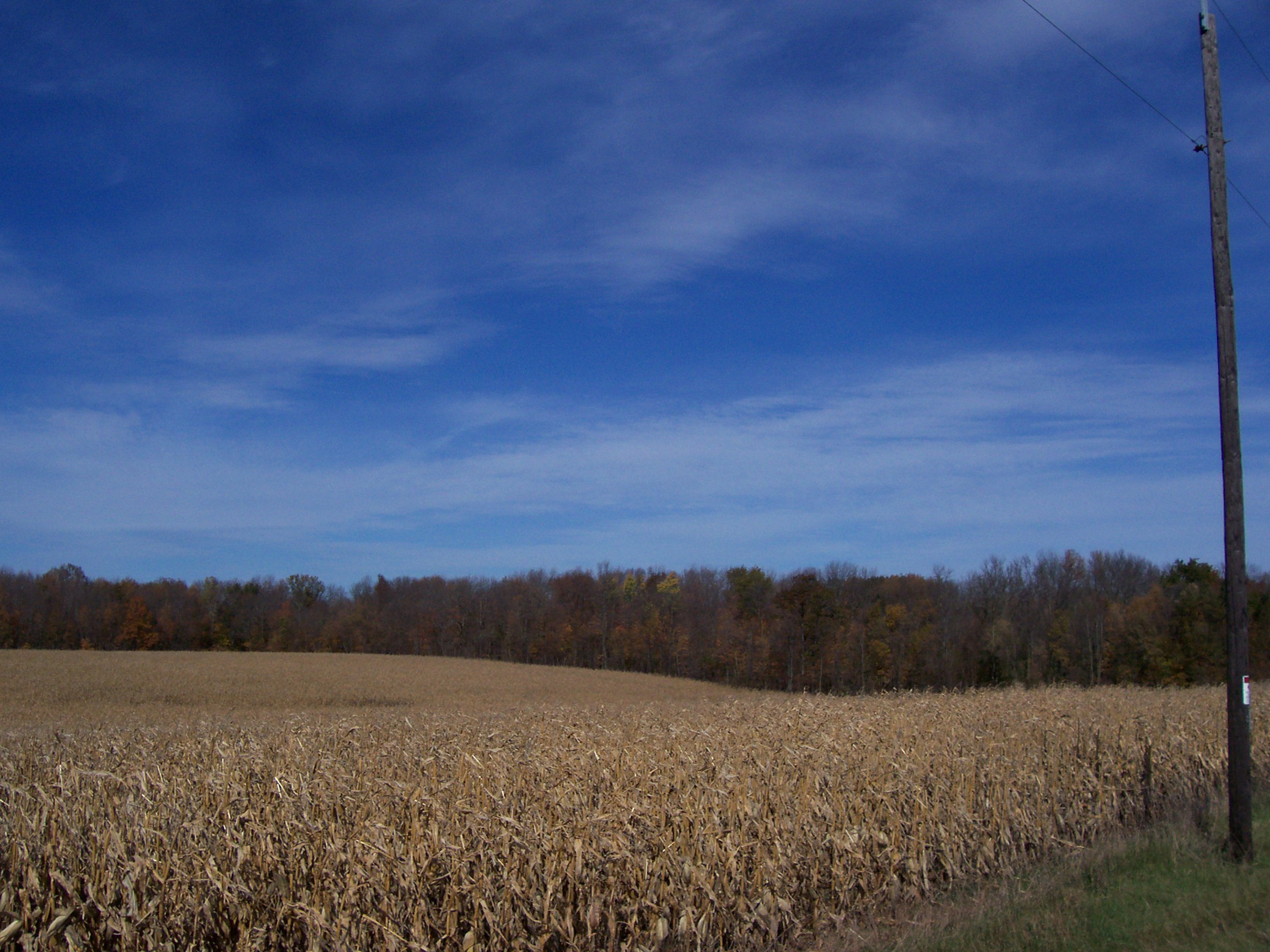
郡の地形で典型的なうねりのある野原と森、秋の景色
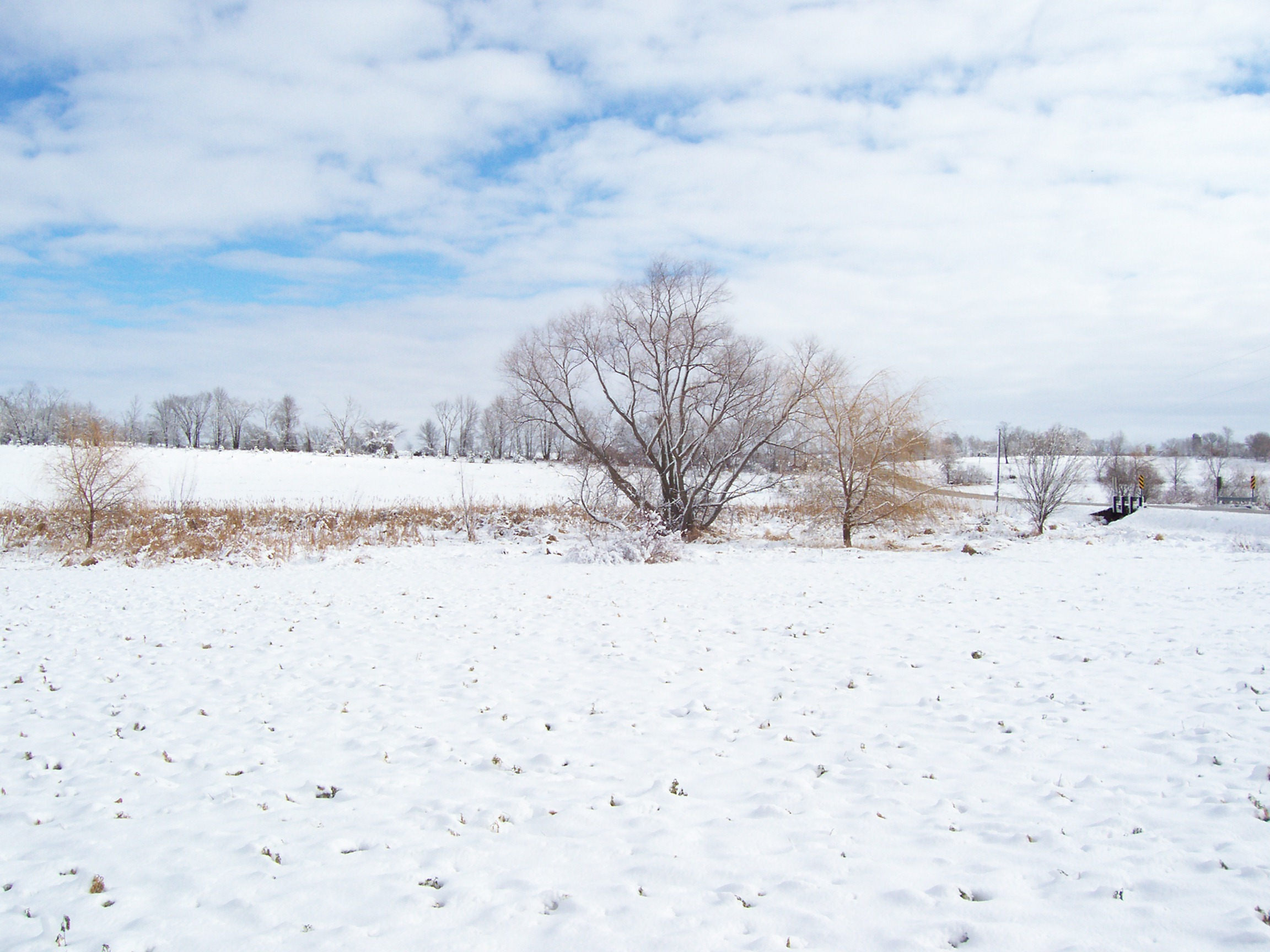
冬景色
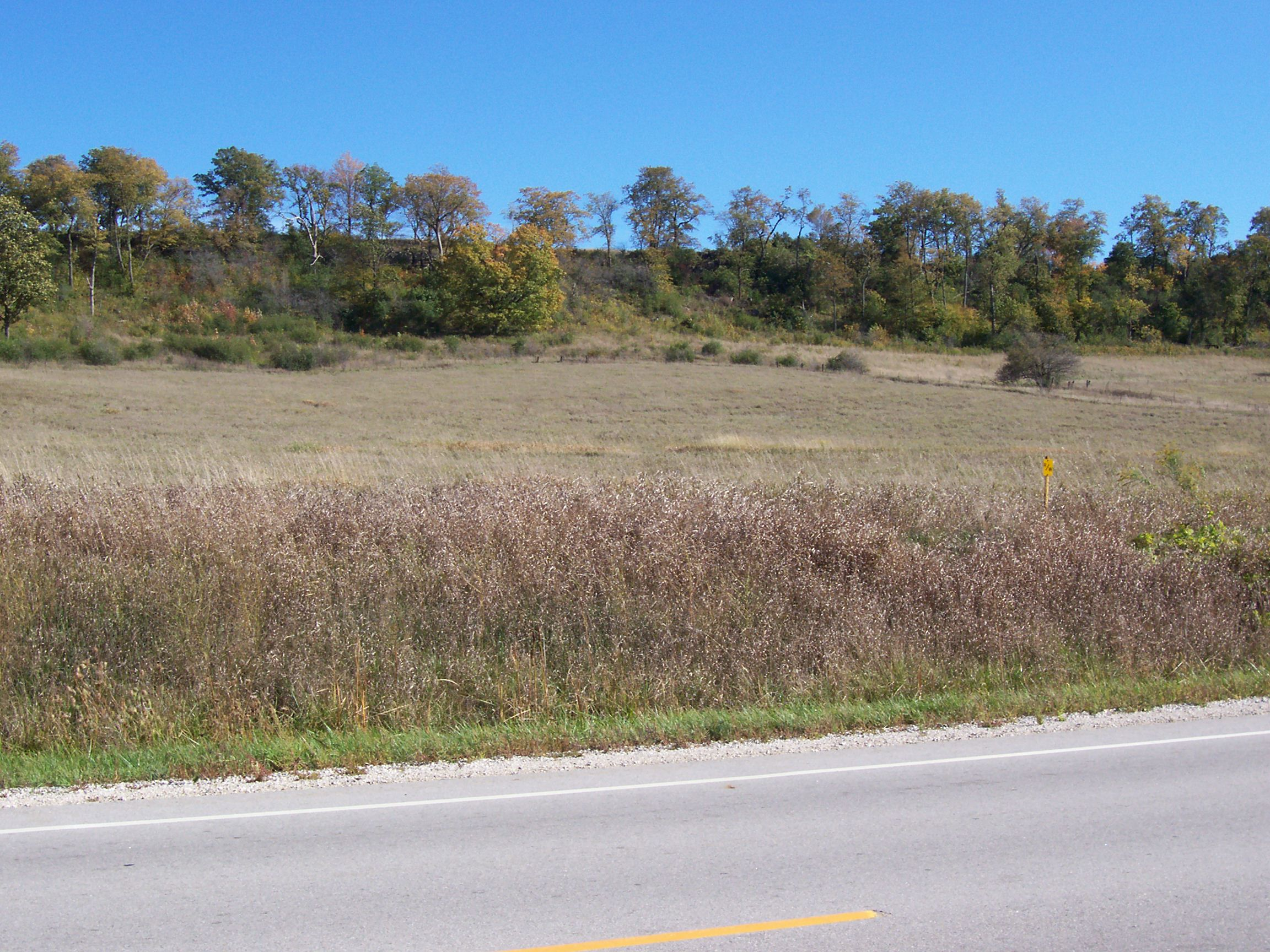
ナイアガラ断層
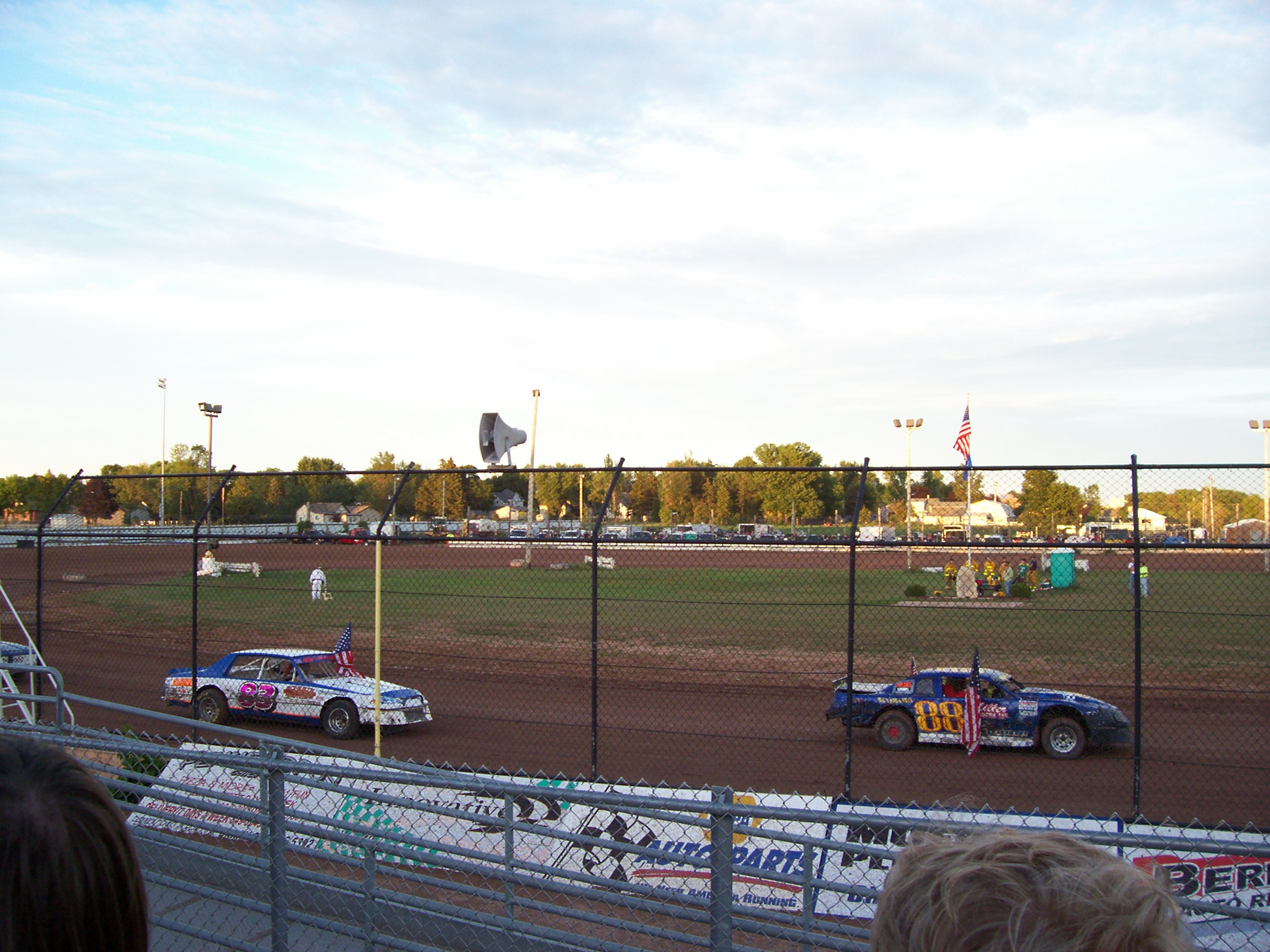
郡祭のストックカー

## 酪農業
ウィスコンシン大学公開講座がカルメット郡の酪農業について統計データを取ってきた。郡内には人口より多くの牛が居る。2010年時点で、酪農用牛は28,600頭、肉牛と仔牛を含めれば65,000頭となっていた。土地の73％は農家が所有している。農業従事者人口は2,400人である。農業生産高は年3億3,800万ドルであり、郡の収入には6,820万ドルを貢献している（720万ドルの税を含む）。2007年時点で農園の99.3％は個人、家族、共同家族あるいは法人化家族によって所有されている。すなわち0.7％のみが非家族法人の所有である。2010年4月時点で、酪農免許を持つ農家は174軒ある。
1931年、ウィスコンシン州農政省はカルメット郡のことを「ウィスコンシン州の郡の中でも最大級に重要なチーズ生産郡」と表現していた。

## リージョン
ホリーランド・リージョンの一部が郡の南部に入っている。

## 都市と町
| 都市 | 村                                                        | 町 | 未編入の町 | 未編入の町 |
| --- | --------------------------------------------------------- | --- | --- | --- |
| - チルトン - 郡庁所在地 - アップルトン（部分） - メナシャ（部分） - ニューホルスタイン - ブリリオン - キール（部分） | - ヒルバート - ポッター - シャーウッド - ストックブリッジ | - ブリリオン町 - ブラザータウン - チャールズタウン - チルトン町 - ハリソン - ニューホルスタイン町 - ラントゥール - ストックブリッジ町 - ウッドビル | - ブラント - ブラザータウン - カルメットビル（部分） - チャールズバーグ - ダーボーイ（部分） - ドーンズファロスプリングスビーチ - ドーンズトワイライトビーチ - ダンダス - エッカーズレイクランド - フォレストジャンクション - ハリソン - ヘイトン | - ハイランドビーチ - ジェリコ - クローテン - メイプルハイツ - メガーズ（部分） - クイニー - セントアナ（部分） - セントジョン - ユトワナビーチ - ウェイバリービーチ（部分） - ウェルズ（部分） |

## 交通

### 陸路
郡内には州間高速道路が通っていない。アメリカ国道が2本通っている。国道10号線は郡の北端を東西に走っている。国道151号線は郡の西端を南北に走り、中央で東西方向に転じている。南北方向の州道は、西端を走る55号線、中央を走る32号線/57号線である。東西方向の州道は、北端を走る114号線、南東隅を走る149号線だが、149号線は現在指定を外されている。州道441号線は3郡高速路と呼ばれ、郡最北西の隅、アップルトン市内で東西方向から南北方向に向きを変えている。

### 航空
郡内唯一の空港は小さなニューホルスタイン市民空港である。ニューホルスタイン市のすぐ西に位置している。

### 水路
郡の西側境界の大半がウィネベーゴ湖である。郡内に最初に入った非先住民は、フォックス川を通ってこの湖から入った可能性が強い。マニトワック川とシボイガン川はどちらも郡内を流れた後に隣接郡を抜けてミシガン湖に注いでいる。

## レクリエーション

### 郡立公園
郡内には3つの郡立公園、と郡が運営する港がある。

### カルメット郡催事広場
カルメット郡は2006年に郡祭創設150周年を祝った。催事広場では夏の金曜日夜にストックカーによるダートレースが開かれる。

### ウィネベーゴ湖
ウィネベーゴ湖の夏はボート乗りや釣りに使われている。冬でも釣りができ、ウィスコンシン州天然資源省は2月にチョウザメの銛突きシーズンを設けている。